# Apsarasa moluccana
Apsarasa moluccana là một loài bướm đêm trong họ Noctuidae.